# گنادنوالد
گنادنوالد (به آلمانی: Gnadenwald) یک منطقهٔ مسکونی در اتریش است که در اینسبروک لند واقع شده‌است. گنادنوالد ۱۱٫۴۹ کیلومتر مربع مساحت دارد ۸۷۹ متر بالاتر از سطح دریا واقع شده‌است.

## خواهرخوانده
شهر رودنگو خواهرخواندهٔ گنادنوالد هست.